# Tomáš Pešina z Čechorodu

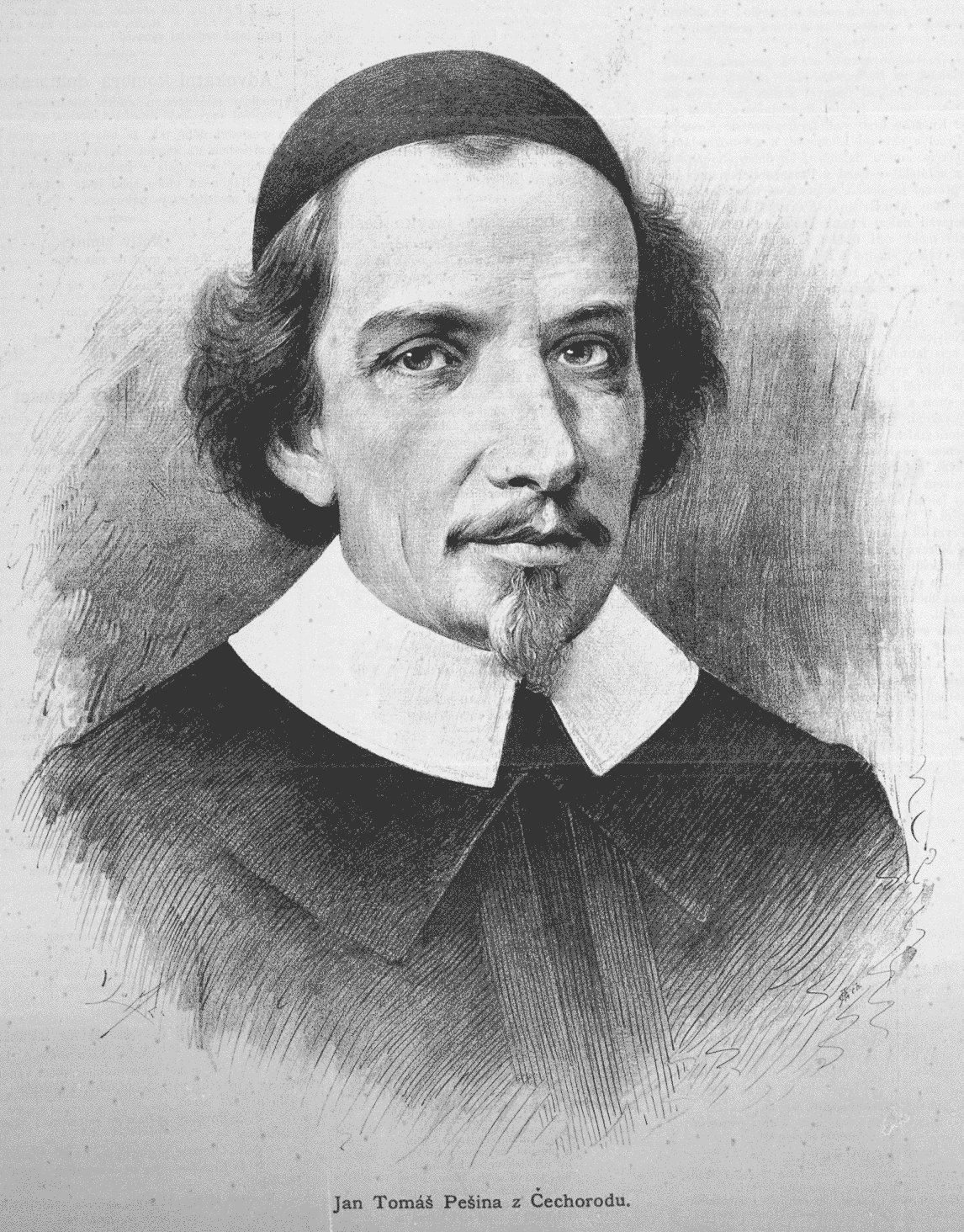
Jan Vilímek: Jan Tomáš Pešina

Jan Tomáš Pešina z Čechorodu (* 19. Dezember 1629 in Počátky; † 3. August 1680 in Prag) war ein tschechischer katholischer Geistlicher, Historiker und Schriftsteller.

## Leben
Er stammte aus einer katholischen bürgerlichen Familie. Ab 1643 studierte er auf dem Jesuitenkolleg in Neuhaus, ab 1648 in Prag. Nach dem Studium legte er die Prüfung des Meisters der Sieben Freie Künste ab, sowie die Bachelorprüfung. 1653 erfolgte die Priesterweihe und zwei Jahre später erhielt er die Dekanstelle in Adlerkosteletz, 1657 dann die Dekanstelle in Leitomischl. 1658 wurde er zum bischöflichen Vikar in der Region Chrudim ernannt. 1663 erfolgte die Wahl zum Domherren von Vyšehrad und 1668 die Ernennung zum kaiserlichen Ratgeber und kurz darauf zum kaiserlichen Pfalzgrafen.

## Werk
Pešina schrieb, was für wissenschaftliche Arbeiten seinerzeit ungewöhnlich war, einen Teil seiner Werke in tschechischer Sprache. Tschechisch propagierte er auch in kirchlichen Kreisen und unterstützte gleichzeitig die Heranziehung böhmischer Priester. Seine ersten Arbeiten schrieb er bereits als Dekan in Kostelec. Es handelte sich dabei um ein geschichtliches Werk über die Entwicklung des Christentums in Böhmen. Diese Schriften sind nicht erhalten geblieben. 1663 veröffentlichte er sein erstes Geschichtsbuch über Mähren, Prodromus, ein Vorgänger seines späteren monumentalen Werks Moravopis. Pešina zitierte in Moravopis zahlreiche Quellen, deshalb stützten sich tschechische Historiker, darunter František Palacký, bis ins 19. Jahrhundert auf dieses Werk.
Pešina erstellte eine Landkarte, in der er die Nationalitäten hervorhob. Er forderte, dass in Dörfern mit überwiegend tschechischer Bevölkerung die Gottesdienste in der Landessprache gehalten werden sollen. Er war einer der Übersetzer des Martyrologium Romanum ins Tschechische, das 1676 unter dem Titel Martyrologium aneb Passionál Swaté Ržimské Cýrkwe erschien.

## Schriften
- Moravopis – Fünfbändiges Werk über Mähren
- Ucalegon  Germaniae, Italiae et Poloniae Hungaria, flama belli Turcici ardens – Er schildert darin auch die Geschichte türkischer Eroberungskriege und warnt vor der türkischen Vorherrschaft.
- Phosphorus septicornis – Festschrift des Veitsdoms
- Thesaurus in lucem procractus  S. Mercurius – Abhandlung über Kunstgegenstände im Veitsdom
- Mars Moravicus sive bella horrida et cruenta ..., quae Moravia hactenus passa fuit. Der erste Teil dieser Chronik ist unter starkem Einfluss von Václav Hájek z Libočan und Jan Skála z Doubravky entstanden. Der zweite Teil hat stark patriotischen Einschlag, so sieht er die Schlacht am Weißen Berg als einen großen Erfolg des tschechischen Volkes.